# Lynx issiodorensis
Lynx issiodorensis es una especie extinta de mamífero carnívoro de la familia Felidae que habitó Europa durante el Pleistoceno, habiendo aparecido a finales del Plioceno. Probablemente extinto en el evento de extinción de megafauna del Cuaternario durante el final del último periodo glacial. Puede ser el ancestro del lince ibérico y de los demás linces hoy vivos.
En 1945, se describió a otra especie de lince, Lynx shansius, con base en fósiles hallados en Asia. Sin embargo, una revaluación publicada en 1984 del material de L. shansius determinó que esta especie es un sinónimo más moderno de L. issiodorensis.